# Cyrtopodion watsoni
Cyrtopodion watsoni este o specie de șopârle din genul Cyrtopodion, familia Gekkonidae, descrisă de Johan Andreas Murray în anul 1892. Conform Catalogue of Life specia Cyrtopodion watsoni nu are subspecii cunoscute.